# Alpaida cisneros
Alpaida cisneros Levi, 1988 è un ragno appartenente alla famiglia Araneidae.

## Etimologia
Il nome della specie deriva dal comune colombiano di rinvenimento: Cisneros.

## Caratteristiche
L'olotipo femminile rinvenuto ha dimensioni: cefalotorace lungo 1,7mm, largo 1,5mm; il primo femore misura 2,0mm e la patella e la tibia circa 2,3mm.

## Distribuzione
La specie è stata rinvenuta nella Colombia centrosettentrionale e in Ecuador: la località colombiana è Cisneros, appartenente al dipartimento di Antioquia.

## Tassonomia
Al 2014 non sono note sottospecie e dal 1988 non sono stati esaminati nuovi esemplari.